# آبنر شیمونی
آبنر شیمونی (به انگلیسی: Abner Shimony) (۱۰ مارس ۱۹۲۸ – ۸ اوت ۲۰۱۵) از فیلسوف‌های آمریکایی بود.
وی از جمله فلاسفه فیزیکی بود که به تحلیل‌های متافیزیکی می‌پردازد. کتاب وی با عنوان تحقیقی برای یک جهان بینی طبیعت گرایانه در سال ۱۹۹۳ از سوی دانشگاه کمبریج منتشر شده‌است.

## پیشینه
وی در در سالهای ۱۹۴۴ تا ۱۹۴۸ لیسانس خود را در ریاضیات و فلسفه از دانشگاه ییل اخذ می‌کند. برای ادامه تحصیل در دوره فوق لیسانس به دانشگاه شیکاگو می‌رود و در سال ۱۹۵۳ دکترای فلسفه خود را زیر نظر کارنپ از دانشگاه ییل در یافت می‌کند. در پرینستون تحت ایده‌های گودل به مبانی ریاضیات علاقه‌مند می‌شود ولی پس از مدت کوتاهی متوجه می‌شود که علاقه اصلی وی متافیزیک و مبانی فیزیک است. به همین دلیل به فیزیک می‌پردازد و دکترای خود را در فیزیک در سال ۱۹۶۲ اخذ می‌کند. شهرت اولیه وی به جهت ارائه مقاله‌ای است با نام «آزمایشی پیشنهادی برای آزمون نظریه متغیرهای نهان موضعی» که در سال ۱۹۶۹ به همراه چند تن دیگر ارائه شد و در آن به آزمون عملی قضیه بل پرداخته شده بود.